# Édouard Hugon
Édouard Hugon (Lafarre, Francia, 25 de agosto de 1867 - Roma, 7 de febrero de 1929) fue un sacerdote, fraile dominico, catedrático, filósofo y teólogo francés. Fue uno de los más destacados representantes del neotomismo. Era académico de la Pontificia Academia de Santo Tomás de Aquino. 

## Biografía
Nació en Lafarre en 1867 en el seno de una familia de campesinos. Pronto destacó por ser un estudiante brillante. Sintió desde niño una particular afición al estudio del griego clásico y a la lectura de las obras de Homero. 
A los 18 años ingresó en la Orden de Predicadores en el convento de Rijckholt (Países Bajos), donde se había instalado el Studium generale dominico de Lyon para escapar de las persecuciones. En el convento de Rijckholt tomó el hábito, hizo la profesión solemne y fue ordenado sacerdote. Desde 1893 hasta 1909 ejerció la docencia en diversos centros de estudio de la Orden en Rijckholt, EE. UU., Poitiers y Angers. 
En 1909 el Maestro general de la Orden de Predicadores le nombró catedrático de Teología en el Colegio Internacional Angelicum de Roma (actual Universidad Pontificia de Santo Tomás de Aquino), cargo que ejerció hasta que le sobrevino la muerte en 1929. En este centro de estudios romano fue compañero de claustro del también dominico Reginald Garrigou-Lagrange. Durante sus años como profesor en el Angelicum (1909-1929), en los que destacó tanto en el campo de la filosofía como en el de la teología, destacó también por su gran humildad, como muestra la siguiente anécdota narrada por Victorino Rodríguez, y que tiene como protagonistas a Hugon y a su alumno Santiago Ramírez:

Hugon, profesor de Teología dogmática, recibía de los estudiantes objeciones por escrito, anónimas, para aclararlas en la clase siguiente. Ramírez le formuló una sobre la persona, en la clase De Verbo Incarnato. El profesor no veía solución, y acudió al P. Pègues buscando salida. El otro le sugirió: "Quien le puede aclarar el problema es el metafísico español Ramírez". Fue, pues, a Ramírez, quien le confesó que había sido él quien había formulado la objeción, y que la estaba abordando él mismo en la Disertación del Lectorado que estaba elaborando.

En la Santa Sede tenían un alto concepto del P. Hugon, por lo que fue nombrado académico de la Pontificia Academia de Santo Tomás de Aquino y consultor de la Sagrada Congregación para las Iglesias Orientales. También colaboró, a petición del Papa Pío XI, en la redacción de la encíclica Quas Primas. 
Murió en Roma en 1929. 

## Aportaciones
Su Cursus philosophiae thomisticae y su Tractatus dogmatici fueron reconocidos como una extraordinaria presentación de la filosofía y de la teología tomista de todos los tiempos, "contribuyendo a la formulación y afirmación del neotomismo" en el primer tercio del siglo XX.

## Obras

### Libros
- Cursus philosophiae thomisticae, 6 vols. (París, 1902-1907, 1ª ed.). En algunas ediciones son sólo cuatro volúmenes. La parte correspondiente a la Cosmología ha sido traducida al inglés -con notas- en 2013 por Francisco J. Romero Carrasquillo con el título Cosmology.
- Tractatus dogmatici, 4 vols. (París, 1920-1924, 1ª ed.). En algunas ediciones son sólo tres volúmenes.
- Principes de philosophie: les vingt-quatre thèses thomistes (París, 1922). Traducción castellana: Las 24 tesis tomistas (Madrid, 1924; México, 2006).